# Salida de emergencia (álbum de Celtas Cortos)
Salida de emergencia es el primer álbum publicado por la banda de rock celta, Celtas Cortos.
El disco fue publicado en 1989 por la discográfica Twins con la que la banda había firmado un contrato de la mano de  Paco Martín que fue su descubridor después de haber recibido el rechazo de varias discográficas anteriormente.
El álbum, compuesto íntegramente por canciones instrumentales fue producido por Juan Ignacio Cuadrado y tuvo una gran acogida llegando a vender más de 60.000 copias. Consta de temas tradicionales y composiciones propias, cargados de influencias muy variadas (ritmos urbanos y agresivos, además de momentos de mayor complejidad).
Colabora el músico Mats Eden de Groupa para componer el tema Hazte el sueco

## Lista de canciones
1. Salida de emergencia - 3:40
Música Tradicional / Celtas Cortos.
2. De Río, a Vigo - 3:30
Música Tradicional / Celtas Cortos.
3. Duendes - 5:32
Música César Cuenca / Celtas Cortos.
4. Aurora - 4:26
Música César Cuenca / Celtas Cortos.
5. El túnel de las delicias - 3:55
Música Tradicional / Celtas Cortos.
6. Alabama's - 2:50
Música Tradicional / Celtas Cortos.
7. Espantapájaros - 4:40
Música César Cuenca / Celtas Cortos.
8. Hazte el sueco - 3:40
Música Tradicional / Mats Eden de Groupa, Celtas Cortos.
9. Riaño vivo - 3:45
Música Tradicional / H.Cifuentes, Celtas Cortos.

## Créditos
- Productor ejecutivo: Paco Martín
- Productor artístico: Juan Ignacio Cuadrado
- Ingeniero de sonido: David de la Torre
- Grabado en: Trac, enero y febrero de 1989. Idea original de portada: Juanjo Conde
- Diseño gráfco: Estudio Pedro Delgado

Músicos
- Nacho Castro – Batería y percusiones
- Carlos Soto – Flauta, travesera, whistle y gaita
- Goyo Yeves – whistle, flautas de pico. flautas de vara y saxo
- Luis M. de Tejada – Violín
- Oscar García "Vinagre" – Bajo
- César Cuenca – Guitarras eléctricas y acústicas
- Jesús H. Cifuentes – Guitarra, laúd y voz
- Edupersa "El Forito" – Movidas aparte

Colaboraciones
Rafa García – Banjo en "Salida de emergencia" y "Alabama's